# Barbara Cylejska
Barbara Cylejska (słoweń. Barbara Celjska, węg. Cillei Borbála, ur. 1390/1395, zm. 11 lipca 1451 w Mielniku) – królowa Węgier od 1408 r. i Czech od 1419 r., cesarzowa Świętego Cesarstwa Rzymskiego od 1433 r. jako druga żona Zygmunta Luksemburczyka, córka hrabiego Hermana II Cylejskiego i Anny, córki hrabiego Henryka VII von Schauenberg, kuzynka polskiej królowej Anny.

## Życiorys
Pochodziła z rodu Cilje (Cilli), najpotężniejszej rodziny szlacheckiej w późnym średniowieczu na obszarze dzisiejszej Słowenii.
W 1408 r. poślubiła króla Węgier Zygmunta Luksemburskiego (14/15 lutego 1368 – 9 grudnia 1437), syna cesarza Karola IV i Elżbiety Pomorskiej, córki księcia słupskiego Bogusława V. Zygmunt i Barbara mieli razem jedną córkę Elżbietę, żonę króla Niemiec Albrechta II Habsburga.
Zygmunt był kobieciarzem i niedługo po urodzeniu córki zaczął zdradzać żonę. Barbara również nie pozostawała mu wierna i posiadała licznych kochanków. Nie przejmowała się chrześcijańskimi zasadami wiary, a wiarę w życie pozagrobowe uznawała za niedorzeczność. Lubiła cieszyć się życiem i bawiły ją historie o chrześcijańskich męczennicach. Podobno nawet zabraniała swoim dwórkom modlić się w jej obecności. Była urodziwą i bystrą kobietą. Znała język słoweński, niemiecki i łacinę. Postępowanie Barbary zyskało jej przydomek „niemieckiej Messaliny”.
W 1411 r. jej mąż został królem Niemiec. W 1419 r. został również królem Czech, ale musiał walczyć o koronę z nieprzychylnymi mu husytami. 8 listopada 1414 r. w Akwizgranie Barbara została koronowana na królową Niemiec. Koronacja na królową Czech odbyła się 11 lutego 1437 r. W 1433 r. razem z mężem została koronowana na cesarzową.
Jej córka Elżbieta poślubiła arcyksięcia Albrechta Habsburga. Była ona jedynym dzieckiem Zygmunta i jego dziedziczką. Sama posiadała tylko dwie córki: Annę i Elżbietę. Były więc one dziedziczkami całego władztwa Luksemburgów. W 1436 r. pojawiły się plany wydania Anny za króla Polski Władysława III, a Elżbiety za jego brata, Kazimierza. W 1437 r. Barbara, chcąc utrzymać się przy władzy, ogłosiła, że sama jest gotowa poślubić Władysława III. Miała wtedy ok. 47 lat, potencjalny pan młody miał lat 12.
Zygmunt, gdy dowiedział się o planach swojej żony, kazał ją uwięzić 5 grudnia 1437 r. Rychło jednak zmarł (9 grudnia 1437 r.) i tron czeski i węgierski przejął jego zięć, Albrecht II. Nielubiana na Węgrzech Barbara została przez córkę i zięcia wypędzona ze wszystkich (...) zamków, miast i posiadłości, które na Węgrzech w posagu lub jakimkolwiek innym prawem dzierżyła, i pozbawiona prawie wszystkich skarbów i klejnotów, przez długie lata zbieranych. Wygnana królowa udała się do Polski, gdzie przyjęto ją łaskawie i oddano zamek, miasto i ziemię sandomierską, gdzie mieszkała, dopóki jej się podobało opływając we wszelakie dostatki.
Barbara wróciła do Czech pod koniec lipca 1441 r. Ostatnie lata życia spędziła w Mielníku. Zdaniem kardynała Piccolominiego spędzała życie jak sułtanka w haremie swoich kochanków. Zainteresowała się także okultyzmem i alchemią. Czując zbliżającą się śmierć w 1448 r. starała się o przywilej korzystania z przenośnego ołtarza i posiadania własnego spowiednika. Zapewne z tego powodu kardynał Piccolonimi napisał, że zmarła jak prawdziwa chrześcijanka. W 1451 r. umarła na zarazę w Mielníku i została pochowana w kaplicy św. Marcina (dziś św. Andrzeja) w katedrze św. Wita w Pradze. Barbara przeżyła swego męża, zięcia oraz jedyną córkę.